# دينشا أوتوكو
دينشا أوتوكو (باليابانية|電車男) でんしゃおとこ)) (وتعني رجل القطار) هو مسلسل دراما يابانية كوميدية مبنية على رواية وقصة مانغا تحملان ذات العنوان، يتكون المسلسل من 11 حلقة، مدة كل حلقة ما يقارب 46 دقيقة والحلقة الأخيرة مدتها ساعة وعشر دقائق. كما أُنتج له حلقتان خاصتان: واحدة بعد بث المسلسل تم عملها أي بعد النهاية وتعتبر نهاية ثانية للمسلسل. والثانية بعنوان «رجل الإيتار». عرض المسلسل على قناة فوجي في الفتر ما بين 7 يوليو 2005 و22 سبتمبر 2005.

## القصة
القصة مقتبسة من الرواية الشهيرة «رجل القطار» والتي هي بدورها مكتوبة من أحداث قصة واقعية في الحياة عن حب شخص غريب الأطوار أي ليس مثل باقي الناس حوله، لهذا الرجل عالمه الخاص، وتضم القصة فتاة جميلة جداً، والكتاب كان مبنيا على الرسائل الحقيقية التي كانت تعرض في غرفة المحادثة والتي كان فيها ما يزيد عن مليون عضو وكان أعضاؤها يتابعون أحداث قصة رجل القطار بإعطائه النصائح المفيدة له والتي تجعله يبهر فتاة أحلامه.
اسم رجل القطار يرجع للشاب الملقب (أكيبا- كي) وهو مصطلح يصف الناس المعقدين المظهر والذين يذهبون إلى أكيهابارا (مكان معروف في طوكيو للإلكترونيات) طول اليوم وهم مهووسون بألعاب الفيديو والكمبيوترات.
بعد يوم طويل من العمل ترجع ساوري (بطلة الأحلام) إلى البيت مستخدمة القطار الذي تحدث به حادثة تغير حياتها راسا على عقب، داخل القطار تتعرض ساروي إلى مضايقة من قبل رجل سكران وعندما يحاول السكران أن يلمس وجهها، ينهض شاب من مقعده ويقول «تـ.. توقف عن مضايقتها».
ذلك الشاب هو تسويوشي يامادا، وهو أحد الملقبين بالأكيبا- كي عمره 23 عاما مهووس بالأنمي وألعاب الكمبيوتر. ودائما ما يزور أكيهابارا مركز الإلكترونيات في طوكيو. يامادا لا يظهر أي نوع من الاهتمام تجاه الأزياء والموضة وعمره يساوي عدد السنوات التي لم يحظ بها بصديقة حميمة. يعمل كبائع في وكالة ودائماً ما يستغله رئيسه في العمل مما يجعله مستعبداً من قبل رئيسه طوال الوقت.
الشيء الوحيد الذي يهم يامادا هو الأنمي والعاب الفيديو، ولكن شيئا في جمال ساوري أشعل النار في قلبه مما أعطاه دفعة من الشجاعة التي جعلته يقف ويطلب من ذلك السكران التوقف عما يقوم به، وساوري بدورها مدت يدها إلى مفكرتها (أجندتها) الشخصية، اعتذرت من يامادا وطلبت منه أن يكتب لها عنوانه حتى ترد له جميله، يامادا المسكين لم يحصل من النساء الاتي عرفهن سوى على الذل والاحتقار، ولم يتم شكره أو تقديره من قبل أبدا، وطبعا كتب عنوانه لساوري بيديه الراجفتين بعد أن شاهد ابتسامتها الرائعة.
لم تكن ليامادا أي صديقة في حياته أبدا في الماضي ولا الوقت الحاضر، وعند تلك اللحظة وعند رجوعه يقرر يامادا أن يدخل إلى إحدى غرف المحادثة الشهيرة باليابان، يصبح موقف يامادا مع ساوري بعدها محور الحديث في تلك الغرفة، وبقراءته للأجوبة المخلتفة التي تأتي من العديد من الناس شخص يقول إتصل بها وآخر يقول دع الموضوع يمر كالذكرى الجميلة لأنه ليس هنالك أمل بينكما، وباشتعال الفتيل في المحادثة وبعد ملاحظة يامادا أن هناك العديد ممن يدعمونه في قراره مع أنهم أناس لا يعرفون بعضهم البعض إطلاقا إلا أنهم تكاتفوا مع بعض، فيتخذ يامادا قراره وتبدأ مغامرته العاطفية.

## روابط خارجية
- دينشا أوتوكو على موقع ألو سيني (الفرنسية)
- دينشا أوتوكو على موقع ANN anime (الإنجليزية)
- دينشا أوتوكو على موقع ANN manga (الإنجليزية)